# Senior Wereldkampioenschap (golf)
Het Senior Wereldkampioenschap voor golfprofessionals was een golftoernooi dat deel uitmaakte van de Europese Senior Tour. Het werd erkend door de Chinese Golf Associatie.

## Geschiedenis
De enige editie van de tour werd in 2011 gespeeld op de World Cup-baan van de Mission Hills Golf. Het toernooi bestaat uit drie rondes, hetgeen standaard is op de Senior Tour. De winnaar was de Schot Sandy Lyle.

## Gewonnen
| Jaar                                                                  | Baan                                                                  | Winnaar                                                               | Score                                                                 | Score                                                                 | Prijzengeld                                                           |
| ISPS Handa Senior World Championship presented by Mission Hills China | ISPS Handa Senior World Championship presented by Mission Hills China | ISPS Handa Senior World Championship presented by Mission Hills China | ISPS Handa Senior World Championship presented by Mission Hills China | ISPS Handa Senior World Championship presented by Mission Hills China | ISPS Handa Senior World Championship presented by Mission Hills China |
| --------------------------------------------------------------------- | --------------------------------------------------------------------- | --------------------------------------------------------------------- | --------------------------------------------------------------------- | --------------------------------------------------------------------- | --------------------------------------------------------------------- |
| 2011                                                                  | Mission Hills Golf Club                                               | Sandy Lyle                                                            | 204                                                                   | -12                                                                   | €249.643,00                                                           |